# Ramón Martínez Máñez
Ramón Martínez Máñez (Valencia, 11 de abril de 1963) es un químico y catedrático universitario español, especialista en investigación biomédica y desarrollo de nanodispositivos para la liberación controlada de sustancias y de sondas moleculares químicas.

## Biografía
Se licenció en Ciencias Químicas en la Universidad de Valencia en 1986 y obtuvo allí su doctorado en 1990. Después de dos estancias en las universidades de Parma y Oxford, cursó formación posdoctoral en Cambridge durante un año.
Accedió a la Universidad Politécnica de Valencia (UPV) como profesor asistente y alcanzó la cátedra de Química Inorgánica en la misma universidad en 2002. Es director del Instituto de Investigación de Reconocimiento Molecular y Desarrollo Tecnológico (IDM), centro investigador conjunto de las universidades de Valencia y Politécnica de Valencia, así como director científico del Centro de Investigación Biomédica en Red en Bioingeniería, Biomateriales y Nanomedicina (CIBER-BBN), un consorcio de investigación de excelencia en las mencionadas áreas del que forman parte más de cuarenta centros de todas España —agencias, institutos de investigación y universidades—.
Autor de una abundante producción científica en revistas y publicaciones internacionales de amplio impacto como la Journal of the American Chemical Society, entre muchas otras, Martínez Máñez dirige desde 2018 un equipo de investigación que trabaja en el desarrollo de dispositivos nanométricos para la liberación controlada de fármacos y de sondas moleculares capaces de localizar elementos de interés en las investigaciones biomédicas y también en aplicaciones agrícolas y medioambientales.
Académico de la American Chemical Society y de la Real Sociedad Española de Química, fue galardonado en 2016 por esta última con el premio a la Excelencia Investigadora y en 2018 recibió el Premio Rey Jaime I de Nuevas Tecnologías que otorga la Generalidad Valenciana por sus «contribuciones excepcionales y la la alta calidad científica e impacto social de su trabajo».
Ha sido galardonado con el Premio Nacional de Investigación en Química en 2024 en la modalidad “Juan de la Cierva” por el impacto de su trayectoria científica y su transferencia en el ámbito de la química y, concretamente, de la nanotecnología en sistemas de liberación controlada y su uso en sensores para aplicaciones médicas, medioambientales y agroalimentarias.